# Руденка (Пологівський район)
Руде́нка — село в Україні, у Більмацькій селищній громаді Пологівського району Запорізької області. Населення становить 66 осіб.

## Географія
Село Руденка знаходиться на відстані 1 км від села Очеретувате та за 2 км від села Тернове. Поруч проходить залізниця, блокпост 346 км за 3 км.

## Населення

### Мова
Розподіл населення за рідною мовою за даними перепису 2001 року:
| Мова       | Кількість | Відсоток |
| ---------- | --------- | -------- |
| українська | 62        | 93.94%   |
| російська  | 4         | 6.06%    |
| Усього     | 66        | 100%     |